# So ist das Leben (1930)
So ist das Leben ist ein tschechoslowakisch-deutscher Stummfilm aus dem Jahr 1930 von Carl Junghans mit der russischen Schauspielerin Wera Baranowskaja in der Hauptrolle einer alten Wäscherin.

## Handlung
Prag, gegen Ende der 1920er Jahre. Das Lebensumfeld ist das der kleinen Leute, für die jeder Tag ein Kampf ums Überleben bedeutet. Nur mit größter Mühe kann es die zentrale Figur der Geschichte, eine gramgebeugte Wäscherin, schaffen, ihre Familie durchzubringen. Ihr Mann, vor kurzem noch in einer Kohlenhandlung beschäftigt, hat seine Arbeit verloren und findet keine neue. Ihre Tochter, die eben noch der Tätigkeit einer Maniküre nachging, ist, da sie einem ziemlich aufdringlichen Kunden die Leviten gelesen hatte, nun auch ohne Lohn und Brot und zu allem Überfluss auch noch von ihrem Freund ungewollt schwanger.
Als wäre die Gesamtsituation nicht schon schlimm genug, hat sich der arbeitslose Mann eine jüngere Freundin, eine Animierkellnerin, angelacht und versäuft mit ihr dasjenige Geld, das eigentlich für die ausstehende Mietbegleichung gedacht war. Um die Katastrophe perfekt zu machen, unterläuft auch der Waschfrau ein schreckliches Missgeschick: Sie sieht das Kind der Nachbarin am Fenster spielen und will es vor dem Sturz in die Tiefe bewahren – dabei stößt sie das Waschfass mit dem kochend heißen Wasser um, das auf sie rauscht. Schließlich stirbt die Wäscherin, die letzte verbliebene Geldverdienerin der Familie, an den erlittenen Verbrühungen.

## Produktionsnotizen
Die Vorgeschichte zu So ist das Leben geht bis in das Jahr 1925 zurück. Wie in Reclams Filmführer von 1973 zu lesen ist, hatte Junghans bereits zu diesem Zeitpunkt das Drehbuch geschrieben und seitdem größte Mühe gehabt, das Geld für die Produktion aufzutreiben. Ursprünglich, so war geplant, wollte Junghans den Film in seiner Heimatstadt Dresden spielen lassen. Da sich in Deutschland niemand bereit erklärte, den Film zu finanzieren, wandte sie der spielfilmunerfahrene Regisseur an den tschechischen Komiker Theodor Pištěk und bot ihm die erste tragische Rolle seines Lebens an – allerdings ohne Gage. Pištěk sagte zu, und andere Schauspieler folgten ihm. Die deutsche Produktionsfirma des Kommunisten Willi Münzenberg zeigt sich schließlich bereit, 40.000 RM für die Realisierung des Films beizusteuern. Seine Prometheus Film sollte anschließend, noch im selben Jahr 1929, zwei weitere, sozial engagierte Filme herstellen: Jenseits der Straße und Mutter Krausens Fahrt ins Glück.
Junghans drehte den Film ab April 1929 in wenigen Wochen in Prag ab. Der Film wurde in Deutschland erstmals am 24. März 1930 in Berlin gezeigt, in Prag lief er am 9. Mai 1930 an. Dem Film blieb ein Erfolg nicht zuletzt deshalb versagt, weil sich zum Uraufführungszeitpunkt der Tonfilm weitgehend durchgesetzt hatte.
Hauptdarsteller Pištěk war auch an der Produktionsleitung beteiligt. Für viele an diesem Film Beteiligte, allen voran Regisseur Junghans, Pištěk und Kameramann László Schäffer, sollte So ist das Leben die künstlerisch bedeutendste Arbeit ihres Gesamtschaffens werden. Für die Hauptdarstellerin Baranowskaja wurde So ist das Leben der wichtigste Film seit Verlassen der Sowjetunion wenige Jahre zuvor.
1964 stellte Carl Junghans eine nur mit Geräuschen und Musik versehene Tonfassung seines Stummfilms her.

## Kritiken
Kay Weniger nannte den Film in Carl Junghans’ Biografie ein „Meisterwerk des tschechischen Filmrealismus“ und merkte an: „So ist das Leben – nahezu zeitgleich entstanden mit Piel Jutzis sozialkritischem Meisterwerk „Mutter Krausens Fahrt ins Glück“ – orientierte sich an den Zille’schen ‚Miljöh‘-Schilderungen der Berliner Hinterhofwelt. Der Film zeigte deutlich Junghans’ Herkunft vom sozialistischen Dokumentarfilm und zählt zu den bedeutendsten Arbeiten des proletarischen Kinos.“
Reclams Filmführer schrieb: „So ist das Leben beeindruckt auch heute noch durch seinen unpathetischen Realismus, der den Alltag weder poetisch verklärt noch ihn zu vordergründiger Agitation mißbraucht. Höhepunkte sind die Geburtstagsfeier der Waschfrau, bei der vermeintliches Glück die Beengtheit ihrer Existenz eigentlich besonders deutlich dekuvriert, die Szenen in der Kneipe und der Schluß – Begräbnis und Leichenschmaus mit Kaffee und Kuchen zu den Klängen eines Pianolas. Die Prometheus hatte Junghans zu einem „positiven“ Schluss mit klassenkämpferischen Parolen überreden wollen. Aber Junghans war mehr daran gelegen, seiner getretenen und geschundenen Waschfrau eine stille Würde zu geben, was der Baranowskaja mit einem sehr beherrschten Spiel vorzüglich gelang. Weniger glücklich war die Regie in all den Szenen, die den Zusammenprall mit der Welt der Reichen behandelten: im Schönheitssalon, auf dem Kohleplatz. Hier ging es nicht ganz ohne karikaturistische Übersteigerung und Übertreibung ab.“
Jerzy Toeplitz befand: Dieser Stummfilm war „eine echte Sensation im besten Sinne des Wortes. Bei diesem Werk läßt sich eine enge Beziehung zur deutschen Schule vom Ende der zwanziger Jahre, zu den so genannten Zille-Filmen wie zum Beispiel Mutter Krausens Fahrt zum Glück, feststellen. Die Atmosphäre war niederdrückend, das Milieu vielleicht naturalistisch überzeichnet, aber Junghans hat aus der scheinbar unwichtigen Notiz aus der Chronik-Spalte der Tageszeitung (eine Wäscherin hat sich verbrüht und stirbt) eine klassische Tragödie zu machen vermocht, indem er hervorragend angelegte Gestalten einführte und eine Kette von unerbittlichen Konsequenzen aufbaute. […] Der Film So ist das Leben ist der Schwanengesang des tschechoslowakischen Stummfilms. Er ist gleichzeitig ein guter Beweis für die künstlerische Reife der Prager Produktion, und er zeigt, daß es sogar unter den ungünstigen Bedingungen, die von dem Druck der kosmopolitischen Tendenzen herrührten, möglich war, ehrliche und gute Filme herzustellen, die nicht das Kassemachen zum Ziel hatten.“
Buchers Enzyklopädie des Films resümierte: „So ist das Leben ist eine leidenschaftliche Anklage gegen alle, die die Lebensbedingungen der Arbeiterklasse im Prag der 20er Jahre zu verantworten haben. […] Die Aussagekraft des Films beruht auf seiner Bitterkeit und dem Fehlen von Sentimentalität, die ihn in die Tradition der PROLETARISCHEN FILME der 20er Jahre stellen.“
Das Lexikon des internationalen Films schreibt: „Der in der Tschechoslowakei von Carl Junghans, dem ehemaligen Berliner Filmkritiker, nach seinem Drehbuch „Die Waschfrau“ inszenierte Film ist ein berühmtes Werk der ausgehenden Stummfilmzeit, das Zusammenhänge zwischen individuellem Verhalten und sozialer Situation einsehbar macht; präzise im Detail, meisterhaft in der Montage.“
In filmblatt.de heißt es: „Mit seinem noch stumm gedrehten Film SO IST DAS LEBEN gelingt Carl Junghans 1930 eine moderne Schilderung von Zeitzuständen, episodisch, rhythmisch geschnitten und ohne kämpferisches Pathos. In typisierter Form finden sich dort Charaktere aus der Zwischenkriegszeit zusammen, die sämtlich aus dem unteren Kleinbürgermilieu stammen und deren sozialer Abstieg bis zur Katastrophe vorgezeichnet ist. […] In sieben Kapiteln, an sieben Tagen nimmt die Tragödie ihren Lauf. Dem Tod der Wäscherin folgt eine lange dramatische Sequenz der Ehrerweisung, die Trauernden verharren als geeinte Schicksalsgemeinschaft. Nicht nur mit der verkündeten Hoffnung auf Wiederauferstehung bekannte sich Junghans zu christlichen Werten und hielt SO IST DAS LEBEN von kommunistischem Aktionismus fern, machte den Film von „proletarischen Klassikern“ wie MUTTER KRAUSENS FAHRT INS GLÜCK (1929) und KUHLE WAMPE (1932) unterscheidbar.“
Das Cinema-Onlinemagazin nannte das „wegweisende Stummfilmdrama“ einen „Meilenstein des Stummfilmkinos.“